# (8875) Fernie
(8875) Fernie (1992 UP10) – planetoida z pasa głównego asteroid okrążająca Słońce w ciągu 3,49 lat w średniej odległości 2,3 au. Odkryta 22 października 1992 roku.